# 제임스 캘리스
제임스 캘리스(James Callis, 1971년 6월 4일 ~ )는 영국 태생의 배우이다.

## 출연 작품

### 영화
- 브리짓 존스의 일기 (2001)
  - 브리짓 존스의 일기: 열정과 애정 (2004)
  - 브리짓 존스의 베이비 (2016)
  - 브리짓 존스의 일기: 뉴 챕터 (2025) - 톰 역
- 왕과의 하룻밤 (2006)
- 오스틴랜드 (2013)

### 텔레비전
- 배틀스타 갈락티카 (2003-10)
- 넘버스 (2009)
- 플래시포워드 (2010)
- 유레카 (2010-12)
- 마법사 멀린 (2011)
- 미드소머 머더스 (2012)
- 애로우: 어둠의 기사 (2013)
- CSI: 과학수사대 (2013-14)
- 삼총사 (2014-16)
- 릭 앤 모티 (2015) - 목소리
- 캐슬바니아 (2017-21) - 목소리
- 맥가이버 (2020)
- 스타트렉: 피카드 (2022)
- 슬로 호시스 (등장 예정)